# Wolfsbuschgraben
Der Wolfsbuschgraben ist ein Meliorationsgraben und ein rechter Zufluss des Biebergrabens im Landkreis Teltow-Fläming in Brandenburg.

## Verlauf
Der Graben beginnt am Rande des Naturschutzgebietes Heidehof-Golmberg und dort südöstlich von Stülpe, einem Ortsteil der Gemeinde Nuthe-Urstromtal. Er verläuft dort treppenförmig nach Nordosten aufsteigend auf einer Länge von rund einem Kilometer und zweigt scharf nach Westen ab. Auf einer Länge von rund einem Kilometer verläuft er südlich parallel zur Landstraße 73, die Stülpe mit dem Nachbarort Lynow verbindet. Er zweigt anschließend in nördlicher Richtung ab und unterquert nach rund 390 Meter die besagte Landstraße. Im weiteren Verlauf fließt er auf rund zwei Kilometern in nördlicher Richtung und entwässert in einem Waldgebiet an der Strichdüne Lange Horstberge nordwestlich von Stülpe in den Biebergraben. Auf diesem Stück fließen sowohl von Westen wie auch von Osten weitere unbenannte Gräben zu, die eine landwirtschaftlich genutzte Fläche entwässern.